# Joachim Christian Blum
Joachim Christian Blum (geboren am 19. November 1739 in Rathenow; gestorben am 28. August 1790 ebenda) war ein deutscher Dichter.

## Leben
Blums Vater Adolf Christian Blum (1702–1750) war Kaufmann in Rathenow, seine Mutter Sabina, geborene Stenger, war Tochter eines Kaufmanns aus Neuruppin. Mit fünf Jahren geriet er unter ein Pferd und wurde lebensgefährlich verletzt. Seine Gesundheit war fortan beeinträchtigt. Nach dem Besuch des Joachimsthalschen Gymnasiums in Berlin studierte er ab 1739 Philosophie und Schöne Wissenschaften in Frankfurt an der Oder. Dort war der Ästhetiker Alexander Gottlieb Baumgarten sein Lehrer und er befreundete sich mit dem ein Jahr älteren Thomas Abbt. Wegen seiner gesundheitlichen Probleme konnte er weder das väterliche Geschäft übernehmen noch eine akademische Laufbahn verfolgen und lebte bis zu seinem Tod als Privatmann ohne Amt in seiner Heimatstadt.
In seinen Gedichten und Epigrammen, in denen neben geistlichen, patriotischen und moralischen Themen anakreontische Motive dominieren, bleibt Blum ganz dem Rokoko verhaftet. Bedeutender sind die Idyllen (1773), in denen er dem von ihm bewunderten Salomon Gessner zu folgen versuchte. Selbstständiger ist er in seinen Spatziergängen, in denen er nach Weise der Popularphilosophie mit volkspädagogischer Zielsetzung moralische und religiöse Themen behandelte.
Seine Neigung zum Volkstümlichen und seine Heimatverbundenheit kamen im Teutschen Sprüchwörterbuch (1780/1782) und in dem Schauspiel Das befreyte Ratenau (1775) zum Ausdruck.
Blum war zu seiner Zeit ein angesehener und populärer Autor. Für seine gesammelten Versdichtungen, die er 1776 in zwei Bänden als Pränumerationsausgabe herausbrachte, gingen Bestellungen weit über Preußen hinaus ein. Auch soll die russische Zarin Katharina II. ihn „mit Wohlgefallen“ gelesen haben. Als kritische Stimme ist eine dem jungen Johann Wolfgang Goethe zuzuschreibende Rezension in den Frankfurter gelehrten Anzeigen zu notieren, in der „gemachtes Gefühl“ und fehlende Originalität bemängelt wurde.

## Werke
- Lyrische Versuche. Rüdiger, Berlin 1766, Digitalisat (anonym erschienen).
- Lyrische Gedichte. Hartknoch, Riga 1765. Zweyte verbesserte und vermehrte Auflage 1796, Digitalisat. 4. Aufl. 1779.
- Idyllen. Gedichte. Berlin. 1773, Digitalisat.
- Sämmtliche Gedichte. 2 Bde. Leipzig 1776, Bd. 1, Bd. 2.
- Spaziergänge. 2 Teile. Stendal 1774. 3. Aufl. 1785, Digitalisat.
- Das befreyte Ratenau. Ein Schauspiel in fünf Aufzügen. Leipzig 1775, Digitalisat.
- Reden von dem Verfasser der Spatziergänge. Mit Kupferstichen von Daniel Chodowiecki. 2 Bde. Leipzig 1777 u. 1778.
- Teutsches Sprüchwörterbuch. 2 Bde. Leipzig 1780 u. 1782. Nachdruck Hildesheim 1990.
- Neue Spatziergänge. Weygand, Leipzig 1784.
- Neuere Gedichte. Züllichau 1785, Digitalisat.